# Saint-Jean-d’Illac
Saint-Jean-d’Illac település Franciaországban, Gironde megyében. Lakosainak száma 9702 fő (2022. január 1.). Saint-Jean-d’Illac Mérignac, Martignas-sur-Jalle, Marcheprime, Saint-Médard-en-Jalles, Audenge, Cestas, Lanton, Pessac és Le Temple községekkel határos.

## Népesség
A település népessége az elmúlt években az alábbi módon változott:
| Lakosok száma | 1016 | 2538 | 3879 | 6333 | 7303 | 7610 | 8377 | 8980 | 9106 | 9702 |
|               | 1968 | 1982 | 1990 | 2006 | 2013 | 2015 | 2017 | 2019 | 2020 | 2022 |